# Rathaus (Vienne)
La Rathaus (l'hôtel de ville) est un bâtiment officiel de la ville de Vienne qui sert de siège à la fois au conseil municipal et au Landtag de l'État de Vienne, État fédéré de la République d'Autriche.

## Architecture
Il a été conçu par l'architecte Friedrich von Schmidt dans un style néogothique qui s'inspire notamment de l'hôtel de ville de Bruxelles. Il est construit entre 1872 et 1883 durant la période de construction des grands monuments du Ring. Au sommet de sa tour principale, le Rathausmann, l'un des symboles de la ville, culmine à 97,9 mètres. Le bâtiment possède son propre parc, le Rathauspark, et se situe en face du Burgtheater (théâtre de la ville de Vienne).
Le Conseil municipal de Vienne s'y réunit pour la première fois le 23 juin 1885, délaissant l'ancien hôtel de ville de Vienne.
Le balcon central a été spécifiquement construit pour Adolf Hitler, qui y a prononcé un discours le 9 avril 1938, quelques jours après l’Anschluss,.

## Les fêtes sur la place de l'hôtel de ville
La place devant l'hôtel de ville (Rathausplatz) est un lieu où se tiennent quelques événements festifs marquants de la ville : 
- en novembre et décembre : le marché de Noël de Vienne
- le 1er janvier : le Concert du nouvel an à Vienne (Neujahrskonzert) est projeté sur un grand écran en plein air
- en janvier et février : patinage et curling
- en mai : ouverture de la fête de Life Ball, la plus grande manifestation de bienfaisance d'Europe à l'avantage de personnes séropositives[3].
- en juillet et août : pendant deux mois, chaque soir, il y a des projections de films gratuits en plein air (des films d'opéra, de la musique classique et de la danse classique) et plusieurs bistrots offrent des plats internationaux toute la journée. Stands de bières et de vins autrichiens.
- les cirques et autres festivals.

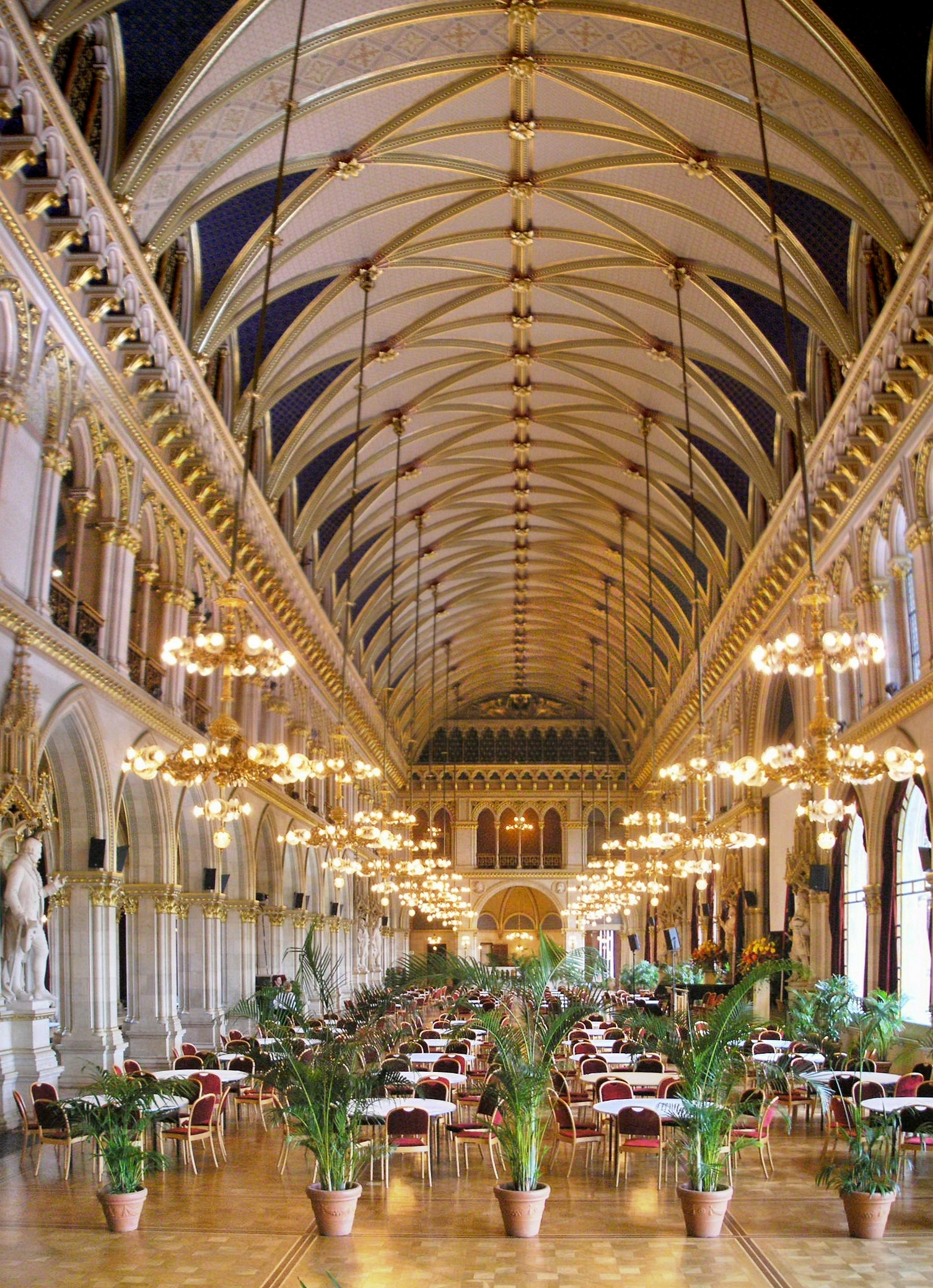
La salle de fêtes de la Rathaus.
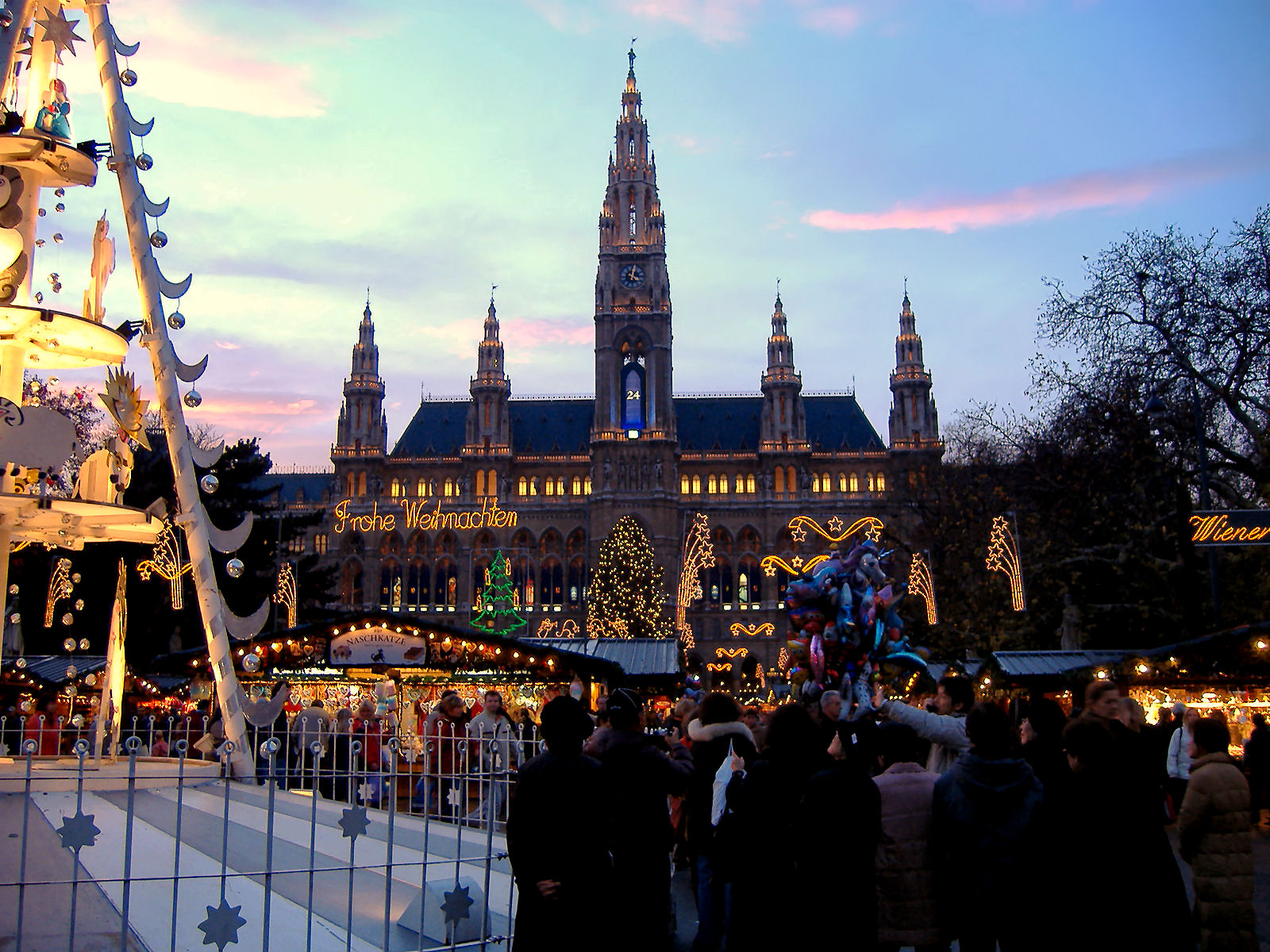
L'hôtel de Ville en hiver.
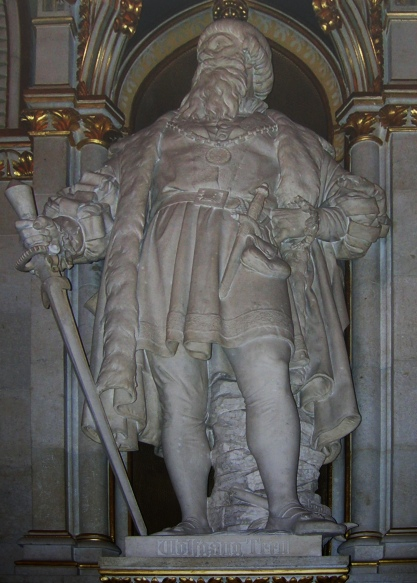
Statut du bourgmestre Wolfgang Treu dans le hall de la Rathaus.